# Битва в Камаре
Битва в Камаре (фр. Bataille de Camaret, англ. Battle of Camaret) — одно из сражений Войны Аугсбургской лиги, произошедшее 18 июня 1694 года при попытке английских гренадеров десантироваться в заливе Камаре недалеко от Бреста.

## Предыстория
В 1693—1694 годах Франция одерживала одну победу за другой над войсками Аугсбургской лиги. В разгар войны англичане решили атаковать главную военно-морскую базу Франции — Брест. Десант было решено высадить в июне 1694 года, однако первый лорд казначества Англии Годольфин (не веривший в успех высадки) и генерал-лейтенант Джон Черчилль (сторонник Якобитов) ещё в апреле известили Людовика XIV об этих замыслах.
Укрепления Бреста не обещали легкой прогулки: обширные фортификационные сооружения, 65 батарей (464 орудия на стенах (многие — больших калибров), 56 мортир (З-х-9-футовых)). Кроме того, в гавани стояли в качестве плавбатарей ожидающие тимберовки линейные корабли «Руаяль Луи», «Солейл Руаяль», «Ли» и «Маньяэм». Гарнизон в составе 8000 солдат мог в случае необходимости быть поддержан 70 тысячами ополченцев. Высадку было решено произвести не в бухте Гулэ, а недалеко от города — в заливе Камаре. В случае успешной атаки предполагалось разместить там многочисленные батареи, которые могли вести огонь не только по крепости, но и по акватории порта. Тем самым стоянка кораблей в Бресте делалась невозможна.

## Ход сражения
Объединенная англо-голландская эскадра вице-адмиралов Беркли и Альмонда в составе 36 линкоров везла с собой 6000 человек десанта. В ночь с 6-го на 7 июня союзники подошли к Бресту. Бомбардировка крепости не нанесла французам никакого урона — дальнобойная артиллерия обороняющихся отлично пристреляла местность, поэтому корабли союзников опасались подходить близко к берегу. Начальник экспедиционных сил генерал-лейтенант Талмаш, с самого начала отстаивавший необходимость атаки Бреста в пику Годольфину, все же требовал произвести высадку и атаковать форт в заливе Камаре согласно плану. В результате после жарких споров решили высадить войска на берег 8 июня, рано утром, но тут вмешалась погода — с утра над водой стоял густой туман, поэтому начало операции было отложено. Согласно плану десант должен был быть поддержан с моря огнём 7 английских линкоров, однако когда первые два подошли к заливу, заговорили французские пушки. Беркли, сообразив, что у французов в этом месте сосредоточены многочисленные батареи, отозвал корабли обратно. Сигнальщики флота сообщили, что на берегу они видели окопы, заполненные солдатами, а недалеко от форта несколько эскадронов кавалерии.
18 июня на берег высадились девять рот английских гренадеров, которые пошли в атаку на траншеи французов. Их встретил огонь 1500 французских мушкетеров, которые меткими залпами сильно проредили ряды англичан. В скоротечной штыковой атаке французские солдаты отбросили десант к морю. Дабы переломить ситуацию, в следующую атаку гренадер повел сам начальник экспедиционных сил британцев генерал-лейтенант Талмаш, однако в рукопашной схватке ему проткнули штыком бедро, и десант снова обратился в бегство. Англичане отошли к лодкам, но оказалось, что все шлюпки стоят на мели — вода из-за отлива ушла очень далеко. К этому моменту десантников было не более 300 человек, французы в количестве примерно 1000 солдат атаковали гренадер и отбросили их к полосе прибоя. С 50-пушечного «Куин» подошел катер, генерал-лейтенант Талмаш обратился к матросам с просьбой отбуксировать стоящую ближе всех к морю лодку в воду, за что те потребовали с него 5 соверенов. Отчаявшийся Талмаш отдал деньги и спасся.

## Итог сражения
Рана Томаса Талмоша оказалась смертельной: развилась гангрена, и 12 июля 1694 года генерал-лейтенант умер. Вышедшим из гавани корсарам удалось атаковать и захватить голландский 42-пушечный «Весп», а также транспорт с 500 солдатами. Премьер-министр английского правительства Шрусбери, с самого начала скептически относившийся к десантированию в районе Бреста, ехидно заметил, что в результате смерти Талмаша «король потерял какого-то субъекта, который никогда не был настоящим генералом». К матросам же, требовавшим «платы за проезд», не было применено никаких наказаний.
Штурм Бреста не удался. Потери англичан оценить сложно. Сами британцы говорят только о 300 убитых и 45 пленных десантниках, однако эти данные скорее всего сильно преуменьшены, так как только на «Веспе» и военном транспорте было захвачено более 500 человек. Гораздо ближе к истине выглядят утверждения французских историков: 1200 убитых, из них 800 — английские гренадеры, и 466 раненых. Эти данные подтверждаются бумагами военного совета, проведенного 9 июня на борту «Дредноута» — Беркли сообщил, что общие потери составили только по флоту не менее 1090 убитых, раненых и пропавших без вести.